# Xã Grove, Quận Shawnee, Kansas
Xã Grove (tiếng Anh: Grove Township) là một xã thuộc quận Shawnee, tiểu bang Kansas, Hoa Kỳ. Năm 2010, dân số của xã này là 696 người.